# Enriqueta Harris
Enriqueta Harris (Londra, 17 maggio 1910 – Madrid, 22 aprile 2006) è stata una storica dell'arte inglese naturalizzata spagnola.

## Biografia
Figlia di un antiquario inglese e di una spagnola, suo padre possedeva la The Spanish Art Gallery, la galleria d'arte per la vendita d'arte ispanica al dettaglio più importante di Londra, che anni dopo venne gestita da suo fratello Thomas.
Ha studiato presso l'Università di Londra, dove ha incontrato Tancred Boreius, la cui influenza la si può notare nella sua tesi di dottorato: I seguaci di Francisco de Goya, pubblicata nel 1934.
Gran parte della sua formazione artistica è stata influenzata dagli intellettuali che sono arrivati a Londra durante la Seconda Guerra Mondiale. Anni dopo incontratò Diego Angulo Íñiguez, storico dell'arte spagnolo con il quale ebbe una lunga amicizia.
Nel 1950, e dopo la guerra, realizzò l'analisi del La purificazione del tempio, dipinto di El Greco conservato nella National Gallery di Londra, che gli valse il plauso della società artistica inglese. Nel 1952 sposò l'archeologo e professore Henry Frankfort, che morì nel 1954.
La sua carriera editoriale riguardava Murillo e Velázquez.
Nel 1969 ha pubblicato a Oxford il suo più grande lavoro su Goya, in lingua inglese.